# Paranhos (Porto)
Paranhos é uma localidade portuguesa sede da freguesia homónima do município do Porto, freguesia com 6,67 km² de área e 45 883 habitantes (censo de 2021), tendo, por isso, uma densidade populacional de 6 879 hab./km².
Pelo decreto nº 40.526, de 08/02/1956, foram-lhe fixados os atuais limites.

## Demografia
A população registada nos censos foi:
| Ano  | 0-14 Anos | 15-24 Anos | 25-64 Anos | > 65 Anos |
| 2001 | 6004      | 7271       | 26233      | 9178      |
| 2011 | 4766      | 4645       | 24391      | 10496     |
| 2021 | 4827      | 4785       | 24582      | 11689     |

## História
O antigo couto de Paranhos, pertença da Igreja portucalense, fazia parte das Terras da Maia.
Com a reforma administrativa de 6 de novembro de 1836, a freguesia de Paranhos foi inicialmente anexada ao concelho de Bouças, no entanto a Carta de Lei de 27 de setembro de 1837 transferiu-a definitivamente para o concelho do Porto.

## Património
- Igreja Matriz de Paranhos
- Convento das Irmãs do Bom Pastor
- Edifício da Faculdade de Economia da Universidade do Porto
- Bloco de Costa Cabral
- Casa Aristides Ribeiro ou Casa do Passal
- Bloco Luso-Lima ou Conjunto habitacional do Campo Luso
- Edifício na Rua Pereira Reis ou Directoria do Porto da Polícia Judiciária
- Conjunto habitacional do Monte de São João - Prémio INH 2004 (Arquitectos Filipe Oliveira Dias e Rui Almeida )
- Quinta do Tronco e capela de Nossa Senhora da Assunção
- Quinta do Covelo

## Ensino
- Colégio Luso-Francês
- EB 2 3 Eugénio de Andrade

## Ensino Superior
A freguesia de Paranhos tem como património mais valioso o maior polo de Ensino Superior da cidade do Porto, o Polo Universitário da Asprela, onde se situam inúmeras faculdades, escolas, bibliotecas e institutos, estatais e privados.
- Biblioteca Central do IPP (BCIPP)
- Edifício F do ISEP (ISEPF)
- Escola Superior de Biotecnologia da Universidade Católica Portuguesa (ESB)
- Escola Superior de Educação do Porto (ESE)
- Escola Superior de Enfermagem do Porto (ESEP)
- Faculdade de Ciências da Nutrição e Alimentação da Universidade do Porto(FCNAUP)
- Faculdade de Desporto da Universidade do Porto (FADEUP)
- Faculdade de Economia da Universidade do Porto (FEP)
- Faculdade de Engenharia da Universidade do Porto (FEUP)
- Faculdade de Medicina Dentária da Universidade do Porto (FMDUP)
- Faculdade de Medicina da Universidade do Porto (FMUP)
- Faculdade de Psicologia e de Ciências da Educação da Universidade do Porto (FPCEUP)
- Instituto de Ciências da Saúde da Universidade Católica Portuguesa (ICS)
- Instituto de Engenharia Mecânica e Gestão Industrial (INEGI)
- Instituto de Engenharia de Sistemas e Computadores (INESC)
- Instituto Superior de Engenharia do Porto (ISEP)
- Instituto Superior de Educação e Trabalho (ISET)
- Serviços Centrais do Instituto Politécnico do Porto (SCIPP)
- Universidade Fernando Pessoa (UFP)
- Universidade Portucalense Infante D. Henrique (UPT)

## Arruamentos
A freguesia de Paranhos contém 335 arruamentos. São eles:
- Alameda de 25 de Abril
- Alameda do Prof. Hernâni Monteiro
- Avenida de D. João II
- Avenida de Fernão de Magalhães¹ ²
- Avenida dos Combatentes da Grande Guerra¹
- Avenida Flor da Rosa
- Bairro da Agra do Amial
- Bairro de Casas Económicas da Azenha
- Bairro de Casas Económicas de Paranhos
- Bairro de Casas Económicas do Amial
- Bairro do Carvalhido
- Bairro do Outeiro
- Bairro do Regado
- Calçada do Monte de S. João
- Campo da Asprela
- Colónia do Dr. Manuel Laranjeira
- Estrada da Circunvalação² ³ 4
- Grupos de Moradias Populares do Carriçal
- Largo da Cruz
- Largo da Igreja de Paranhos
- Largo de Mazagão
- Largo de S. Dinis
- Largo do Campo Lindo
- Largo Palmira Milheiro
- Nova Travessa de Vale Formoso
- Praça da Ilha Brava
- Praça das Gardénias
- Praça das Violetas
- Praça de Afonso Pinto de Magalhães
- Praça de Nove de Abril
- Praça do Cávado
- Praceta das Mimosas
- Praceta de Bernarda Ferreira Lacerda
- Praceta de Francisco Borges
- Praceta José Luís Nunes
- Rua Albertina de Sousa Paraíso
- Rua Alexandre Fleming
- Rua António de Sousa e Silva
- Rua Artur Maia Mendes
- Rua César das Neves
- Rua Conde d'Aurora
- Rua D. Frei Vicente da Soledade e Castro
- Rua da Agra do Amial
- Rua da Alegria¹ 5
- Rua da Aliança6
- Rua da Amieira
- Rua da Areosa
- Rua da Arroteia
- Rua da Asprela
- Rua da Azenha
- Rua da Cidade de Vigo
- Rua da Constituição¹ 5 6
- Rua da Cruz
- Rua da Fonte do Outeiro
- Rua da Igreja da Areosa
- Rua da Igreja de Paranhos
- Rua da Ilha Terceira
- Rua da Ilha Verde
- Rua da Natária6
- Rua da Ribeira Grande
- Rua da Telheira
- Rua da Via-Sacra
- Rua Daniel Constant
- Rua das Anémonas
- Rua das Artes
- Rua das Azáleas
- Rua das Barrocas
- Rua das Begónias
- Rua das Berlengas
- Rua das Cravinas
- Rua das Dálias
- Rua das Desertas
- Rua das Hortênsias
- Rua das Magnólias
- Rua das Margaridas
- Rua das Mercês
- Rua das Papoilas
- Rua das Rosas
- Rua das Túlipas
- Rua de Abeilard Gomes da Silva
- Rua de Acácio Lino
- Rua de Agostinho de Campos¹
- Rua de Alberto Carlos Correia da Silva
- Rua de Alberto Sampaio¹
- Rua de Alcácer Ceguér
- Rua de Álvaro de Castelões
- Rua de Amália Luazes
- Rua de Amândio Tavares
- Rua de Américo Gomes
- Rua de Ângelo Frondoni
- Rua de Antero de Quental6
- Rua de António Augusto Pinto Félix
- Rua de António Borges
- Rua de António Cândido6
- Rua de António José da Silva
- Rua de Armando Cardoso
- Rua de Armando Laroze Rocha
- Rua de Artur de Paiva
- Rua de Arzila
- Rua de Assis Vaz
- Rua de Augusto Lessa
- Rua de Aurélio da Paz dos Reis
- Rua de Aval de Baixo
- Rua de Aval de Cima
- Rua de Avelar Brotero
- Rua de Azinhaga do Monte
- Rua de Barata Feyo
- Rua de Benjamim Gouveia
- Rua de Bento Júnior
- Rua de Bolama
- Rua de Campolide
- Rua de Carlos Carneiro
- Rua de Carlos da Maia
- Rua de Carvalho Araújo
- Rua de Cassiano Branco
- Rua de Contumil²
- Rua de Costa Cabral¹
- Rua de Costa e Almeida
- Rua de Cunha Júnior6
- Rua de Delfim de Brito Guimarães
- Rua de Delfim Maia
- Rua de Diogo Cão¹
- Rua de Dionísio dos Santos Silva
- Rua de Faria Guimarães5
- Rua de Guilhermina Suggia¹
- Rua de Heitor Campos Monteiro
- Rua de Henrique Medina
- Rua de Hernâni Torres
- Rua de Honório de Lima
- Rua de Jerónimo Mendonça¹
- Rua de João Corregedor da Fonseca
- Rua de João Lúcio de Azevedo
- Rua de João Roby
- Rua de Joaquim Kopke
- Rua de José Maria Pedroto
- Rua de Júlio Ramos
- Rua de Leonardo Coimbra
- Rua de Lima Júnior
- Rua de Luis de Aguiar
- Rua de Luís Woodhouse
- Rua de Luz Soriano
- Rua de Maio
- Rua de Manuel Gonçalves Pereira de Barros
- Rua de Maria Pia
- Rua de Mário Bonito
- Rua de Marques Abreu
- Rua de Marques de Oliveira
- Rua de Martins Sarmento
- Rua de Monsanto
- Rua de Nicolau Marques Guedes
- Rua de Nove de Abril
- Rua de Oliveira Martins¹
- Rua de Óscar da Silva
- Rua de Pedro Ivo
- Rua de Pedro Teixeira
- Rua de Pereira Reis
- Rua de Poente da Colónia Dr. Manuel Laranjeira
- Rua de Porto Santo
- Rua de Raúl Caldevilla
- Rua de Ribeiro de Sousa6
- Rua de Rodrigues Semide
- Rua de Rogério de Azevedo
- Rua de S. Dinis6
- Rua de S. Frei
- Rua de S. Jorge
- Rua de S. Tomé
- Rua de S. Veríssimo
- Rua de Sá de Miranda
- Rua de Santa Justa²
- Rua de Santa Luzia4
- Rua de Santa Maria
- Rua de Santiago
- Rua de Santo Antão
- Rua de Serpa Pinto6 7
- Rua de Silva Porto
- Rua de Silva Tapada
- Rua de Sousa Caldas
- Rua de Sousa Pinto
- Rua de Vale Formoso
- Rua de Vasco de Lima Couto
- Rua de Vitorino Damásio
- Rua Diamantina
- Rua do Abade Correia da Serra
- Rua do Académico Futebol Club
- Rua do Actor Eduardo Brazão
- Rua do Actor Ferreira da Silva
- Rua do Águeda
- Rua do Almirante Leote do Rego6
- Rua do Alto
- Rua do Amial
- Rua do Arquitecto Lobão Vital
- Rua do Ave
- Rua do Baça
- Rua do Bairro da Areosa
- Rua do Campo Lindo
- Rua do Cantor Zeca Afonso6
- Rua do Capitão Pombeiro6
- Rua do Capuchinhos
- Rua do Cardo
- Rua do Carriçal
- Rua do Carvalhido4
- Rua do Ciclames
- Rua do Côa
- Rua do Conde de Avranches
- Rua do Conde de Campo Bello
- Rua do Corgo
- Rua do Coronel Almeida Valente
- Rua do Corvo
- Rua do Covelo
- Rua do Cunha
- Rua do Dr. Adriano de Paiva
- Rua do Dr. António Bernardino de Almeida
- Rua do Dr. António Coelho
- Rua do Dr. Carlos Ramos
- Rua do Dr. Carteado Mena
- Rua do Dr. Eduardo Santos Silva
- Rua do Dr. Joaquim Pires de Lima
- Rua do Dr. Júlio de Matos
- Rua do Dr. Lopo de Carvalho²
- Rua do Dr. Manuel Laranjeira
- Rua do Dr. Manuel Pereira da Silva
- Rua do Dr. Pedro Augusto Ferreira
- Rua do Dr. Pedro Dias
- Rua do Dr. Plácido da Costa
- Rua do Dr. Roberto Frias
- Rua do Encontro
- Rua do Eng.º Carlos Amarante
- Rua do Eng.º Guilherme Bonfim Barreiros
- Rua do Eng.º Machado Vaz
- Rua do Estrela e Vigorosa Sport¹
- Rua do Fogo
- Rua do Guadiana
- Rua do Lindo Vale
- Rua do Liz
- Rua do Mestre Guilherme Camarinha
- Rua do Mondego
- Rua do Monte Alegre6
- Rua do Monte de S. João
- Rua do Monte dos Burgos4
- Rua do Neiva
- Rua do Niassa6
- Rua do Padre José Pacheco do Monte6
- Rua do Padre Rebelo da Costa
- Rua do Pico
- Rua do Príncipe
- Rua do Prof. Agostinho da Silva
- Rua do Prof. Bento de Jesus Caraça¹
- Rua do Prof. Correia de Araújo¹
- Rua do Prof. Duarte Leite
- Rua do Prof. Mendes Correia
- Rua do Relógio
- Rua do Sado
- Rua do Sal
- Rua do Salgueiral
- Rua do Tâmega
- Rua do Tejo
- Rua do Tenente Mário Grilo
- Rua do Trevo
- Rua do Tua
- Rua do Vez
- Rua do Visconde de Setúbal
- Rua do Vouga
- Rua do Zaire6
- Rua do Zambeze6
- Rua do Zêzere
- Rua dos Cravos
- Rua dos Crisântemos
- Rua dos Jasmins
- Rua dos Junquilhos
- Rua dos Lírios
- Rua dos Miosótis
- Rua dos Rainúnculos
- Rua Engenheiro Nuno de Meireles
- Rua Florinha da Abrigada
- Rua Francisco de Sena Esteves
- Rua Henrique de Sousa Reis
- Rua Horácio Marçal
- Rua Irmã Maria Droste
- Rua João Allen
- Rua Jorge Gigante
- Rua Júlio Amaral de Carvalho
- Rua Luís Neves Real
- Rua Maria Peregrina de Sousa
- Rua Nascente da Colónia Dr. Manuel Laranjeira
- Rua Nova do Regado
- Rua Nova do Rio
- Rua Nova do Tronco
- Rua Particular da Arroteia
- Rua Particular da Tapada de Santo António
- Rua Particular de Monsanto
- Rua Particular Diamantina
- Rua Prof. António Cruz
- Rua Prof. Armando de Castro
- Rua Professor Joaquim Bastos
- Rua Raul Castro
- Travessa da Areosa
- Travessa da Asprela
- Travessa da Bica Velha
- Travessa da Bouça
- Travessa da Calçada
- Travessa da Ferreira
- Travessa da Fonte do Outeiro
- Travessa da Laje8
- Travessa da Tapada de Santo António
- Travessa da Via-Sacra
- Travessa das Barrocas
- Travessa de Álvaro de Castelões
- Travessa de Augusto Lessa
- Travessa de Cortes
- Travessa de Dionísio dos Santos Silva
- Travessa de Faria Guimarães
- Travessa de Lamas
- Travessa de Luz Soriano
- Travessa de Monsanto
- Travessa de Nove de Abril
- Travessa de Ribeiro de Sousa
- Travessa de S. Dinis6
- Travessa de Silva Porto
- Travessa Diamantina
- Travessa do Bairro da Areosa
- Travessa do Campo Lindo
- Travessa do Carvalhido
- Travessa do Covelo
- Travessa do Dr. Barros
- Travessa do Monte de S. João
- Travessa do Paiol
- Travessa do Regado
- Travessa do Ribeiro
- Travessa do Rio
- Travessa do Veloso
- Travessa Nova de Currais
- Travessa Nova do Covelo
- Via de Cintura Interna² 4
- Viela da Bouça
- Viela de Lamas

1Partilhada com a freguesia de Bonfim.
²Partilhada com a freguesia de Campanhã.
³Partilhada com as freguesia de Aldoar e Nevogilde.
4Partilhada com a freguesia de Ramalde.
5Partilhada com a freguesia de Santo Ildefonso.
6Partilhada com a freguesia da Cedofeita.
7Partilhada com a freguesia de Lordelo do Ouro.
8Partilhada com a freguesia de Miragaia.

## Política

### Eleições autárquicas
| Data | %     | M  | %       | M       | %       | M       | %       | M       | %     | M   | %     | M  | %    | M   | %       | M       | %    | M    |
| Data | PS    | PS | PPD/PSD | PPD/PSD | CDS-PP  | CDS-PP  | APU/CDU | APU/CDU | IND   | IND | AD    | AD | PRD  | PRD | PSD-CDS | PSD-CDS | B.E. | B.E. |
| ---- | ----- | -- | ------- | ------- | ------- | ------- | ------- | ------- | ----- | --- | ----- | -- | ---- | --- | ------- | ------- | ---- | ---- |
| 1976 | 32,72 | 6  | 25,41   | 4       | 21,55   | 3       | 14,19   | 2       | 2,08  | -   |       |    |      |     |         |         |      |      |
| 1979 | 29,27 | 9  | AD      | AD      | AD      | AD      | 16,39   | 5       |       |     | 49,19 | 16 |      |     |         |         |      |      |
| 1982 | 31,56 | 10 | AD      | AD      | AD      | AD      | 19,66   | 6       | 45,67 | 14  |       |    |      |     |         |         |      |      |
| 1985 | 22,51 | 5  | 42,01   | 9       | 8,71    | 2       | 18,18   | 4       |       |     | 7,75  | 1  |      |     |         |         |      |      |
| 1989 | 38,57 | 9  | 37,48   | 9       | 7,32    | 1       | 11,90   | 3       | 1,21  | -   |       |    |      |     |         |         |      |      |
| 1993 | 51,29 | 12 | 29,90   | 7       | 5,81    | 1       | 8,02    | 2       |       |     |       |    |      |     |         |         |      |      |
| 1997 | 52,91 | 13 | CDS-PP  | CDS-PP  | PPD/PSD | PPD/PSD | 10,36   | 2       | 31,22 | 7   |       |    |      |     |         |         |      |      |
| 2001 | 39,01 | 9  | CDS-PP  | CDS-PP  | PPD/PSD | PPD/PSD | 10,66   | 2       | 41,97 | 10  | 3,34  | -  |      |     |         |         |      |      |
| 2005 | 34,51 | 8  | CDS-PP  | CDS-PP  | PPD/PSD | PPD/PSD | 9,30    | 2       | 42,88 | 10  | 6,24  | 1  |      |     |         |         |      |      |
| 2009 | 33,39 | 7  | CDS-PP  | CDS-PP  | PPD/PSD | PPD/PSD | 10,03   | 2       | 45,94 | 11  | 7,46  | 1  |      |     |         |         |      |      |
| 2013 | 24,25 | 5  | 29,41   | 7       |         |         | 9,47    | 2       | 26,22 | 6   |       |    | 4,68 | 1   |         |         |      |      |
| 2017 | 24,86 | 6  | 30,63   | 7       | 6,89    | 1       | 26,38   | 6       | 6,54  | 1   |       |    |      |     |         |         |      |      |